# ガトゥン湖
ガトゥン湖（ガトゥンこ、スペイン語: Lago Gatún, 英語: Gatun Lake）は、パナマにある人造湖。パナマ運河の水利機構を構成している。船で横断する際の距離は43.5km。
ガトゥン湖は1907年から1913年にかけてパナマ運河に隣接するようにして流れるチャグレス川にガトゥンダムを造成したことにより形成された。その当時では人工湖として世界最大であり、ダムもまた世界最大であった。
湖水面の海抜は26mである。12月下旬から4月上旬の乾期には、閘門（カナルロック、水門で区切られた部分）に湖水が供給され、水位調整に使われる。湖が造られるのにともなって、もとの丘陵の頂上部分は島になった。そのなかで最も大きい島はバロ・コロラド島と呼ばれ、国の自然保護区域になっている。チャグレス川の上流側にはアラフエラ湖（マッデンダム）がある。
非常に短期間のうちに膨大な量の雨が降るこの地域にあって、湖の周囲にある森林が雨水を適切に保持する機能を果たしてきた。1980年代後半から森林伐採によって植生が減少したために、森林地帯が保持できる水の許容量は減衰するようになった。結果として湖には、大量の水が短期間に流れ込むことになった。このことは運河の運営に支障を来たすので、対策として大量な降雨の合間には水位を下げるようにしている。